# Valentina Vezzali
Maria Valentina (Valentina) Vezzali (Jesi, 14 februari 1974) is een Italiaans voormalig schermster. Vezzali was gespecialiseerd in het wapen floret. Vezzali maakte haar debuut tijdens de wereldkampioenschappen schermen 1994 met een zilveren medaille zowel individueel als met het team. In haar meer dan twintig jarige carrière werd Vezzali zesmaal wereldkampioen individueel en tienmaal met de Italiaanse ploeg. Vezzali maakte haar olympische debuut met een zilveren medaille individueel en won ze met de ploeg de gouden medaille tijdens de Olympische Zomerspelen 1996. Vezzali won individueel goud tijdens de Olympische Zomerspelen 2000, Olympische Zomerspelen 2004 en Olympische Zomerspelen 2008 en een bronzen medaille in 2012. Met het team won Vezzali de olympisch goud in 1996, 2008 en 2012. Tijdens de Olympische Zomerspelen 2004 stond het floret schermen voor teams niet op de agenda vanwege het roulatiesysteem van de teamonderdelen. In 2013 werd Vezzali verkozen in de Kamer van Afgevaardigden.

## Resultaten
- Wereldkampioenschappen schermen 1994 in Athene  in de floret individueel
- Wereldkampioenschappen schermen 1994 in Athene  met het floret team
- Wereldkampioenschappen schermen 1995 in Den Haag  in de floret individueel
- Wereldkampioenschappen schermen 1995 in Den Haag  met het floret team
- Olympische Zomerspelen 1996 in Atlanta  in de floret individueel
- Olympische Zomerspelen 1996 in Atlanta  met het floret team
- Wereldkampioenschappen schermen 1997 in Kaapstad  met het floret team
- Wereldkampioenschappen schermen 1998 in La Chaux-de-Fonds  in de floret individueel
- Wereldkampioenschappen schermen 1998 in La Chaux-de-Fonds  met het floret team
- Wereldkampioenschappen schermen 1999 in Seoul  in de floret individueel
- Wereldkampioenschappen schermen 1999 in Seoul 5e met het floret team
- Olympische Zomerspelen 2000 in Sydney  in de floret individueel
- Olympische Zomerspelen 2000 in Sydney  met het floret team
- Wereldkampioenschappen schermen 2001 in Nîmes  in de floret individueel
- Wereldkampioenschappen schermen 2001 in Nîmes  met het floret team
- Wereldkampioenschappen schermen 2002 in Lissabon 5e in de floret individueel
- Wereldkampioenschappen schermen 2002 in Lissabon met het floret team
- Wereldkampioenschappen schermen 2003 in Havana  in de floret individueel
- Wereldkampioenschappen schermen 2003 in Havana 4e met het floret team
- Wereldkampioenschappen schermen 2004 in New York  met het floret team
- Olympische Zomerspelen 2004 in Athene  in de floret individueel
- Wereldkampioenschappen schermen 2005 in Leipzig  in de floret individueel
- Wereldkampioenschappen schermen 2005 in Leipzig 7e met het floret team
- Wereldkampioenschappen schermen 2006 in Turijn  in de floret individueel
- Wereldkampioenschappen schermen 2006 in Turijn  met het floret team
- Wereldkampioenschappen schermen 2007 in Sint-Petersburg  in de floret individueel
- Wereldkampioenschappen schermen 2007 in Sint-Petersburg 5e met het floret team
- Olympische Zomerspelen 2008 in Peking  in de floret individueel
- Olympische Zomerspelen 2008 in Peking  met het floret team
- Wereldkampioenschappen schermen 2009 in Antalya 5e in de floret individueel
- Wereldkampioenschappen schermen 2009 in Antalya  met het floret team
- Wereldkampioenschappen schermen 2010 in Parijs  in de floret individueel
- Wereldkampioenschappen schermen 2010 in Parijs  met het floret team
- Wereldkampioenschappen schermen 2011 in Catania  in de floret individueel
- Wereldkampioenschappen schermen 2011 in Catania  met het floret team
- Olympische Zomerspelen 2012 in Londen  in de floret individueel
- Olympische Zomerspelen 2012 in Londen  met het floret team
- Wereldkampioenschappen schermen 2013 in Boedapest 8e in de floret individueel
- Wereldkampioenschappen schermen 2014 in Kazan  in de floret individueel
- Wereldkampioenschappen schermen 2014 in Kazan  met het floret team
- Wereldkampioenschappen schermen 2015 in Moskou  met het floret team

1924: Ellen Osiier ·
1928: Helene Mayer ·
1932: Ellen Preis ·
1936: Ilona Elek ·
1948: Ilona Elek ·
1952: Irene Camber ·
1956: Gillian Sheen ·
1960: Heidi Schmid ·
1964: Ildikó Uslaky-Rejtő ·
1968: Jelena Novikova ·
1972: Antonella Ragno-Lonzi ·
1976: Ildikó Schwarczenberger ·
1980: Pascale Trinquet ·
1984: Luan Jujie ·
1988: Anja Fichtel ·
1992: Giovanna Trillini ·
1996: Laura Badea ·
2000: Valentina Vezzali ·
2004: Valentina Vezzali ·
2008: Valentina Vezzali ·
2012: Elisa Di Francisca ·
2016: Inna Deriglazova ·
2020: Lee Kiefer ·
2024: Lee Kiefer
1960: Gorochova, Petrenko, Proedskova, Rastvorova, Sjisjova, Zabelina ·
1964: Juhász-Nagy, Marosi, Mendelényi-Ágoston, Sákovics-Dömölky, Ildikó Ujlaki-Rejtő ·
1968: Gorochova, Petrenko-Samoesenko, Novikova, Tsjirkova, Zabelina ·
1972: Belova-Novikova, Gorochova, Petrenko-Samoesenko, Tsjirkova, Zabelina ·
1976: Belova-Novikova, Giljazova, Knjazeva, Sidorova, Nikonova ·
1980: Begard, Brouquier, Gaudin, Muzio, Trinquet ·
1984: Bischoff, Funkenhauser, Hanisch, Weber, Wessel ·
1988: Bau, Fichtel, Funkenhauser, Klug, Weber ·
1992: Bianchedi, Bortolozzi, Trillini, Vaccaroni, Zalaffi ·
1996: Bortolozzi, Trillini, Vezzali ·
2000: Bianchedi, Giacometti, Trillini, Vezzali ·
2008: Boiko, Lamonova, Nikichina, Sjanajeva ·
2012: Errigo, Di Francisca, Salvatori, Vezzali ·
2020: Deriglazova, Zagidoellina, Korobejnikova, Martjanova ·
2024: Dubrovich, Kiefer, Scruggs, Weintraub
- Gemeinsame Normdatei: 132407434
- International Standard Name Identifier: 0000 0003 8247 1334
- Library of Congress Control Number: no2012063251
- Istituto Centrale per il Catalogo Unico: UBOV052487
- Virtual International Authority File: 265939437
- WorldCat: E39PBJxxcgB9WwDkKb3qHHMHG3